# Лоялісти Об'єднаної імперії

Прапор лоялістів Об'єднаної імперії, схожий на прапор Великої Британії, але ширший за нього.

Лоялісти Об'єднаної Імперії (або просто лоялісти, скорочення LUE, UE або U.E.) — це почесне звання, яке вперше було надано 1-м лордом Дорчестером, губернатором Квебеку та генерал-губернатором Канади американським лоялістам, які переселилися до Британської Північної Америки під час або після Американської революції. У той час демонім канадець або канадієць використовувався для позначення корінних груп перших націй і нащадків поселенців Нової Франції, що населяли провінцію Квебек.
Лоялісти-переселенці оселилися переважно в Новій Шотландії та провінції Квебек. Приплив лояльних поселенців призвів до створення кількох нових колоній. У 1784 році Нью-Брансвік був відокремлений від колонії Нова Шотландія після значного переселення лояльних прихильників навколо затоки Фанді. Приплив лояльних біженців також призвів до поділу провінції Квебек на Нижню Канаду (сучасний Квебек) і Верхню Канаду (сучасне Онтаріо) у 1791 році. Корона дала їм земельні наділи по одній ділянці. Одна ділянка складалася з 200 акрів (81 га) на особу, щоб заохотити їхнє переселення, оскільки уряд хотів розвивати кордон Верхньої Канади. Це переселення додало багато англомовних до канадського населення. Це був початок нових хвиль імміграції, які сформували переважно англо-канадське населення в майбутній Канаді як на захід, так і на схід від сучасного кордону Квебеку.

## Історія

### Американська революція

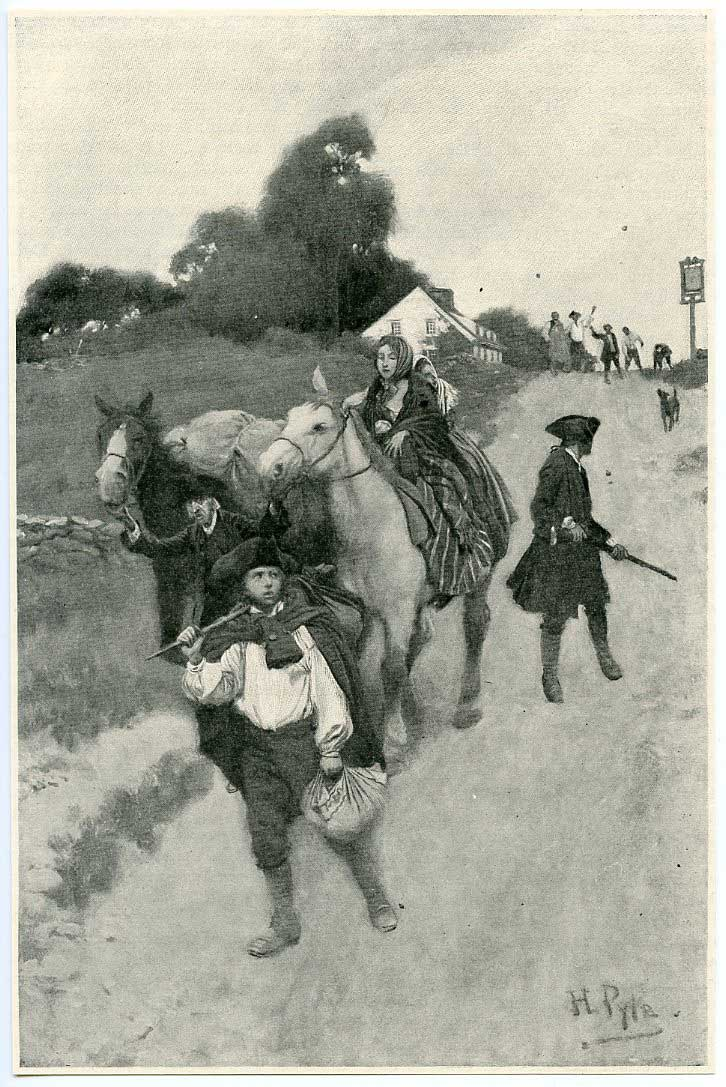
Зображення лоялістських біженців на шляху до Канади під час Американської революції.

Після закінчення Війни за незалежність США та підписання Паризького договору в 1783 році як лоялістські солдати, так і цивільні були евакуйовані з Нью-Йорка, і більшість з них попрямували до Канади. Багато лоялістів уже мігрували до Канади, особливо з Нью-Йорка та північної частини Нової Англії, де насильство проти них зросло під час війни.
Землю, наділену Короною в Канаді, іноді розподіляли відповідно до того, у якому полку лоялістів воювала людина. Це переселення лоялістів мало вирішальне значення для розвитку сучасного Онтаріо, і близько 10 000 біженців вирушили до Квебеку (включаючи східні містечка та сучасне Онтаріо). Але Нова Шотландія (включаючи сучасний Нью-Брансвік) прийняла втричі більше: приблизно 35 000–40 000 біженців-лоялістів.
Невідома, але значна кількість осіб не залишилася; зрештою вони повернулися до Сполучених Штатів. Оскільки під час війни деякі сім'ї розійшлися у вірності, багато лоялістів у Канаді продовжували підтримувати тісні зв'язки з родичами в Сполучених Штатах. Вони вели торгівлю через кордон, мало звертаючи увагу на британські закони про торгівлю. У 1790-х роках пропозиція землі та низьких податків, які становили одну чверть тих, що в Америці, за лояльність лейтенант-губернатора Сімко призвела до прибуття 30 000 американців, яких часто називають пізніми лоялістами. До початку війни 1812 року з 110 000 жителів Верхньої Канади 20 000 були початковими лоялістами, 60 000 були пізнішими американськими іммігрантами та їхніми нащадками, а 30 000 були іммігрантами з Великобританії, їхніх нащадків або зі Старої провінції Квебек. Пізніше прибуття багатьох жителів Верхньої Канади свідчить про те, що основною причиною імміграції була земля.

### Розселення

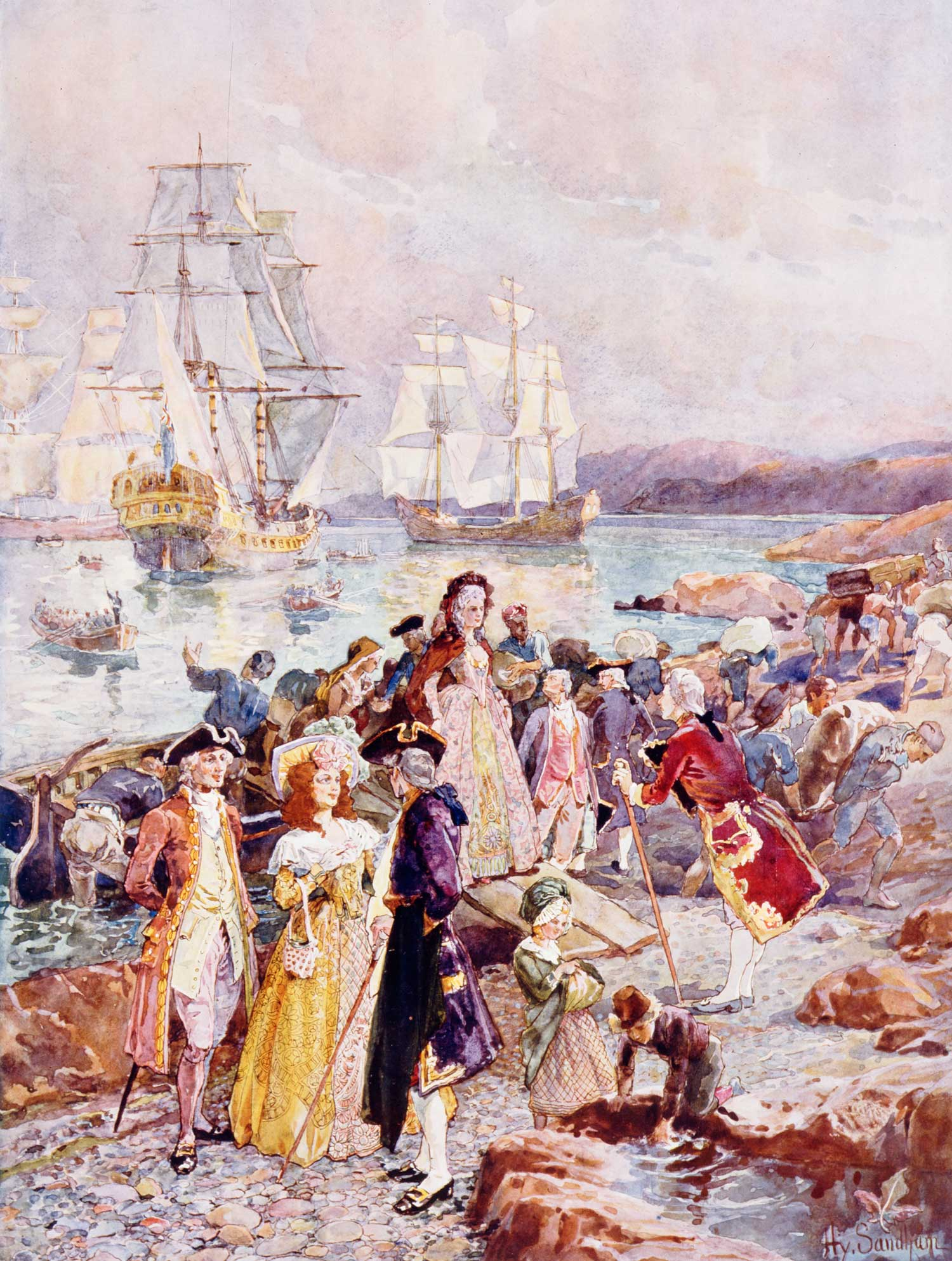
«Прихід лоялістів» Генрі Сандгема, що показує романтичний погляд на прибуття лоялістів до Нью-Брансвіка.

Прихід лоялістів після Війни за незалежність призвів до поділу Канади на провінції Верхня Канада (теперішній південь Онтаріо) і Нижня Канада (сучасний південний Квебек). Вони прибули і були переважно розселені групами за етнічною приналежністю та релігією. Багато солдатів осіли в інших полках, ніж у яких вони служили. Поселенці походили з усіх соціальних класів і з усіх тринадцятьох колоній, на відміну від їх зображення на картині Сандгема, де можна припустити, що прибулі були добре одягненими іммігрантами з вищого класу.
Незабаром лоялісти звернулися до уряду з проханням дозволити використовувати британську правову систему, до якої вони звикли в американських колоніях, а не французьку. Велика Британія зберегла французьку правову систему та дозволила свободу віросповідання після захоплення колишньої французької колонії після поразки Франції в Семирічній війні. Після створення Верхньої та Нижньої Канади більшість лоялістів на заході могли жити за британськими законами та установами. Переважно етнічне французьке населення Нижньої Канади, яке все ще було франкомовним, могло зберегти звичне французьке цивільне право та католицьку релігію.

Усвідомлюючи важливість певного визнання, 9 листопада 1789 р. лорд Дорчестер, губернатор Квебеку та генерал-губернатор Британської Північної Америки, заявив, що «його бажання відзначити шаною родини, які підтримували Єдність імперії». У результаті заяви Дорчестера надруковані міліцейські згортки містили позначення:
Ті лоялісти, які дотримувалися Єдності Імперії та приєдналися до Королівського штандарту до Договору про розділення в 1783 році, а також усі їхні діти та їхні нащадки будь-якої статі, мають відзначатися наступними Ініціалами, прикріпленими до їхніх імен: UE або U.E. на знак дотримання ними великого принципу Єдності Імперії.
Оскільки більшість народів ірокезів уклали союз з англійцями, які поступилися своїми землями Сполученим Штатам, тисячі ірокезів та інших пробританських корінних американців були вигнані з Нью-Йорка та інших штатів. Їх також переселили в Канаду. Багато ірокезів на чолі з Джозефом Брантом Тайенденеґеа оселилися в резервації Six Nations of the Grand River, найбільшій резервації перших націй у Канаді. Менша група ірокезів на чолі з капітаном Джоном Десеронтіоном Одесерундіє оселилася на березі затоки Квінте в сучасному південно-східному Онтаріо.

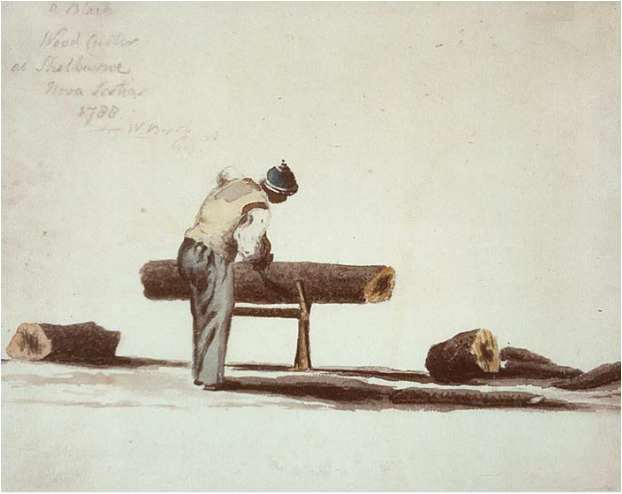
Чорношкірий лояліст, лісоруб у Шелберні, Нова Шотландія, 1788 рік.

Уряд розмістив близько 3500 темношкірих лоялістів у Новій Шотландії та Нью-Брансвіку, але вони зіткнулися з дискримінацією та таким самим браком підтримки, якого зазнали всі лоялісти. Затримки з наданням земельних грантів, але також здебільшого готовність чорношкірих відтіснити інших своїх колег-лоялістів, наймаючись на нечисленні наявні робочі місця за нижчу платню, посилили міжрасову напругу в Шелберні. Натовпи білих лоялістів напали на чорних лоялістів під час Шелбернських заворушень у липні 1784 року, перших у Канаді так званих «расових» заворушень. Уряд не поспішав розмежовувати та ніділяти ділянки землі чорних лоялістів (це означало, що вони не могли оселитися); він також проявляв дискримінацію, надаючи їм менші, бідніші і віддаленіші землі, ніж білим поселенцям. Не були враховані ті лоялісти, яких переселили в місцевість, які пізніше стали Верхньою Канадою, загалом, або навколо затоки Квінте, зокрема. Це посилило їхні труднощі з влаштуванням на нових місцях. Більшість чорних лоялістів у Канаді були біженцями з півдня Америки; вони страждали від цієї дискримінації та суворих зим.
Коли Велика Британія заснувала колонію Сьєрра-Леоне в Африці, майже 1300 чорношкірих лоялістів емігрували туди в 1792 році за обіцянку самоврядування. Відтак залишилося 2200. Чорні лоялісти, які виїхали, заснували Фрітаун у Сьєрра-Леоне. У XX столітті разом з іншими першими поселенцями з Ямайки та рабами, звільненими з нелегальних рабовласницьких кораблів, і незважаючи на жорстокі напади корінних народів, які майже знищили колонію Марун, вони та їхні нащадки домінували в культурі, економіці та уряді Сьєрра-Леоне.
Багато лоялістів були змушені залишити значну кількість майна в Сполучених Штатах. Британія вимагала від Сполучених Штатів реституції або компенсації за це втрачене майно, що було головним питанням під час переговорів про Джейський договір у 1795 році. Переговори зупинилися на концепції переговорників із Сполучених Штатів, які зобов'язались «порадити» Конгресу США забезпечити реституцію. Для британців ця концепція мала значну юридичну вагу, набагато більшу, ніж для американців; Конгрес США відмовився задовольнити цю пораду.

#### Рабство

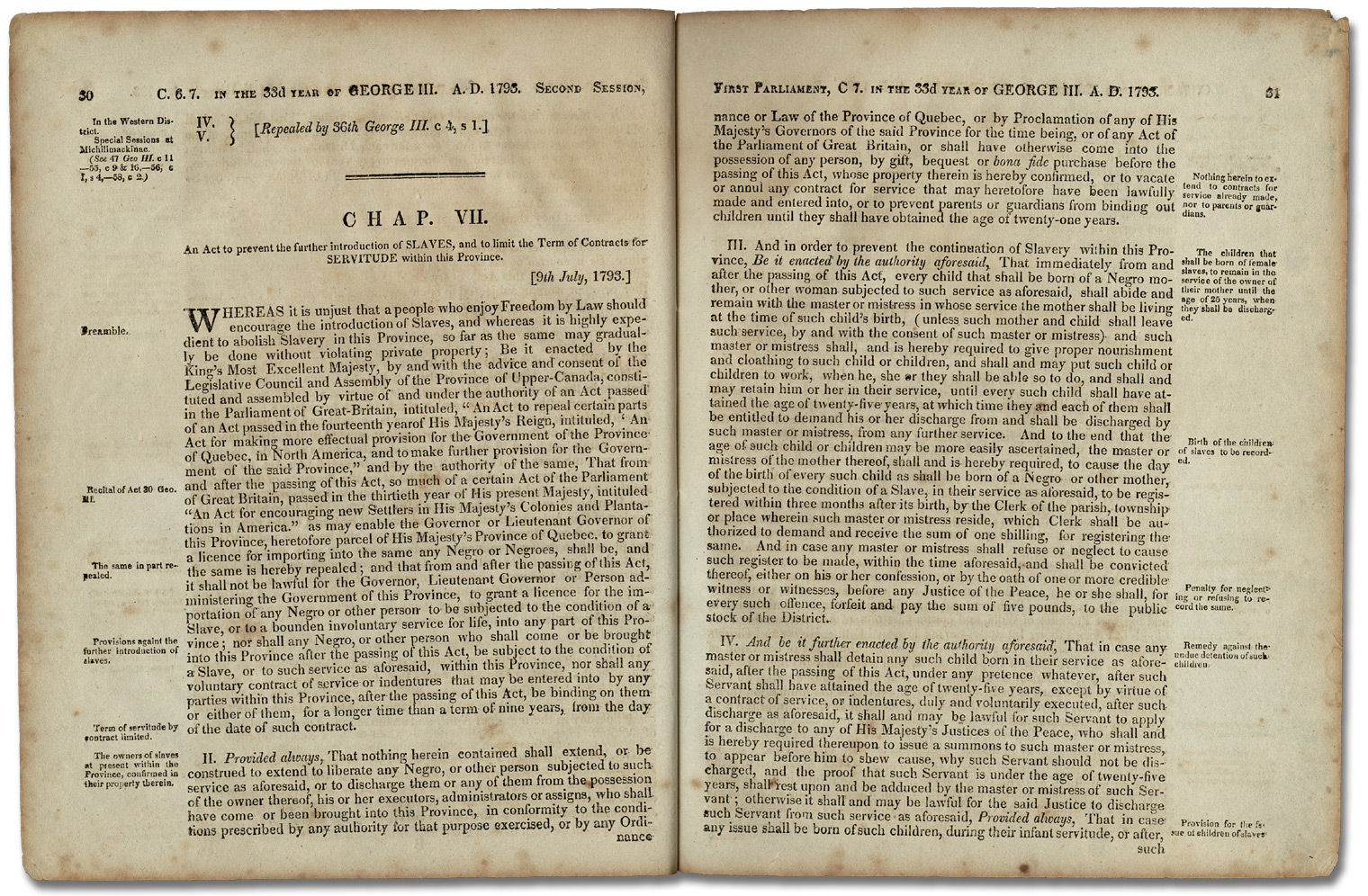
Акт проти рабства, 1793, акт проти рабства, прийнятий у Верхній Канаді. Закон був створений частково у відповідь на біженців-лоялістів, які привезли з собою рабів.

Лоялісти-рабовласники з усіх колишніх Тринадцятьох колоній привезли своїх рабів із собою до Канади, оскільки ця практика там все ще була законною. Загалом вони вивезли близько 2000 рабів до Британської Північної Америки: 500 у Верхній Канаді (Онтаріо), 300 у Нижній Канаді (Квебек) і 1200 у морських колоніях Нью-Брансвік, Нова Шотландія та Острів Принца Едуарда. Наявність і стан рабів у Примор'ї стане особливою проблемою. Вони становили більшу частину населення, але це не була зона плантаційного землеробства.
Згодом поселенці звільнили багатьох із цих рабів. Разом із вільними чорними лоялістами багато хто вирішив поїхати до Сьєрра-Леоне в 1792 році та в наступні роки, шукаючи шансу на самоврядування. Тим часом британський парламент у 1790 році прийняв імперський закон, який гарантував потенційним іммігрантам до Канади, що вони можуть зберігати своїх рабів як власність. У 1793 році 1-й парламент Верхньої Канади прийняв закон проти рабства. Акт проти рабства забороняв ввезення рабів до колонії та зобов'язував звільнити всіх дітей, народжених надалі від рабинь, після досягнення 25-річного віку. Закон був частково введений через приплив кількості рабів, привезених лоялістськими біженцями до Верхньої Канади. Работоргівля була скасована в Британській імперії в 1807 році. Інститут рабства було скасовано по всій імперії до 1834 року (за винятком Індії, де воно вважалося місцевим інститутом).

### Війна 1812 року

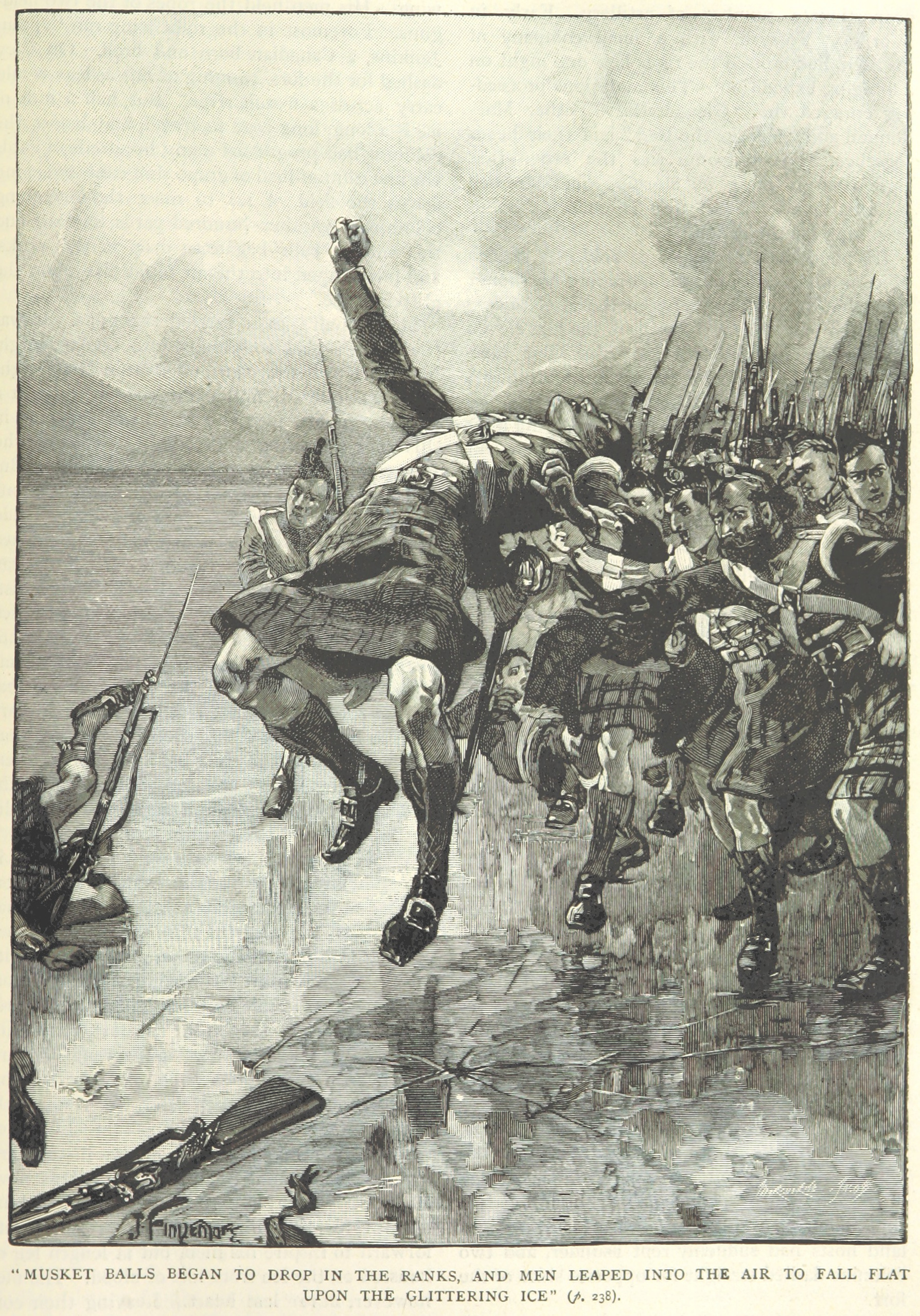
Зображення атаки легкої піхоти Ґленґаррі через замерзлу річку під час битви при Оґденсбурзі. Членство підрозділу було обмежено лоялістами та британськими поселенцями.

З 1812 до 1815 року Сполучені Штати та Великобританія брали участь у конфлікті, відомому як війна 1812 року. 18 червня 1812 року президент США Джеймс Медісон підписав закон про оголошення війни після сильного тиску з боку «Яструбів війни» в Конгресі.
До 1812 року Верхня Канада була заселена переважно лоялістами епохи революції зі Сполучених Штатів (лоялістами Об'єднаної імперії) та післявоєнними американськими та британськими іммігрантами. Канадські терени були малонаселені та лише слабо захищені британською армією та малорухливими загонами канадської міліції. Американські лідери припускали, що Канаду можна легко захопити, а колишній президент Томас Джефферсон оптимістично вважав, що для потенційного завоювання Канади достатньо буде «пройтися маршем». Багато лояльних американців мігрували до Верхньої Канади після війни за незалежність. Однак у цьому районі була також значна кількість нелоялістських американських поселенців через пропозицію земельних грантів для іммігрантів. Американці припускали, що останнє населення підтримає американську справу, але це було не так. Хоча населення Верхньої Канади включало недавніх поселенців зі Сполучених Штатів, які не мали явної лояльності до Корони, американські війська зустріли сильну опозицію з боку поселенців в ході війни 1812 року.
Декілька лоялістів служили "фенсіблями", регулярними солдатами провінції, у провінційній морській піхоті або в місцевому ополченні. Завдяки успішній обороні канадських колоній від американського вторгнення війна 1812 року розглядається лоялістами як перемога. Після війни британський уряд перевіз до Нью-Брансвіка та поселив близько 400 із 3000 колишніх рабів зі Сполучених Штатів, яких вони звільнили під час та після війни. Уряд виконав свою обіцянку надати їм свободу, якщо вони покинуть своїх американських патріотів-рабовласників і приєднаються з англійських військ. Поневолені афроамериканці серйозно ризикували, перебігаючи на британські позиції, щоб отримати свободу.

### В сучасності
Хоча почесна назва «Лояліст Об'єднаної Імперії» не є частиною офіційної канадської системи відзнак, сучасні нащадки біженців-лоялістів можуть використовувати її, іноді використовуючи «UE» як післяіменні літери. Однак сьогодні ця практика є незвичайною навіть у колишніх опорних пунктах лоялістів, таких як південно-східне Онтаріо. Історики та генеалоги звичайно використовують ці постномінали як скорочення для визначення походження певних родин.

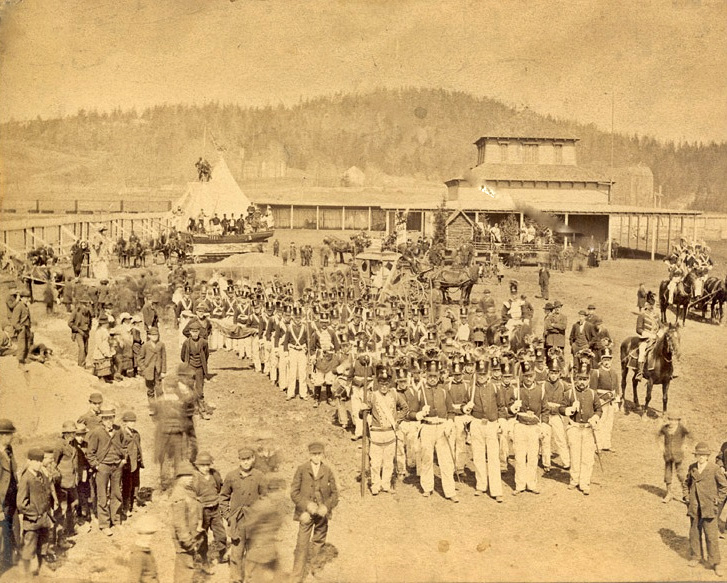
Збір на столітній парад лоялістів у Сент-Джоні, штат Нью-Брансвік, у 1883 році.

Вплив лоялістів на розвиток Канади залишається очевидним. Їхні зв'язки з Великою Британією та антипатія до Сполучених Штатів забезпечили силу, необхідну для збереження незалежності та відмінності Канади в Північній Америці. Основна недовіра лоялістів до республіканізму та «правління натовпу» вплинула на поступовий, «встелений паперами» шлях Канади до незалежності. Нові британські північноамериканські провінції Верхня Канада (попередник Онтаріо) і Нью-Брансвік були створені як місця притулку для лоялістів Об'єднаної імперії. Девізи двох провінцій відображають цю історію: девіз Онтаріо, також зображений на гербі, — Ut incepit fidelis sic permanet («Вірною вона почала, вірною залишається»); у Нью-Брансвіку -  Spem Reduxit («Надія відновлена»).
Слово «лояліст» часто зустрічається в назвах шкіл, вулиць і компаній у таких населених лоялістами громадах, як Бельвіль, Онтаріо. Кінґстон, створене як опорний пункт лоялістів, було названо на честь короля Георга III. А на околиці цього міста є селище з простою назвою «Лояліст».
За даними перепису населення Канади 2021 року, на основі 25% вибірки населення країни становить 10 015 осіб, які вважають себе прихильниками Об'єднаної імперії.
1 липня 1934 року Королівська пошта Канади випустила серію марок «Лоялісти Об'єднаної Імперії, 1776–1784», створену Робертом Брюсом МакКракеном на основі скульптури Сіднея Марча «Лоялісти Об'єднаної імперії». Марки номіналом 10 центів мають перфорацію 11 і були надруковані British American Bank Note Company.
У 1996 році канадські політики Пітер Міллікен (нащадок американських лоялістів) і Джон Ґодфрі виступили спонсорами законопроєкту Ґодфрі-Міллікена, який давав би право нащадкам лоялістів вимагати повернення майна предків у Сполучених Штатах, яке було конфісковано під час Американської революції. Законопроєкт, який не був прийнятий Палатою громад, був задуманий головним чином як сатирична відповідь на тогочасний американський Закон Гелмса-Бартона.

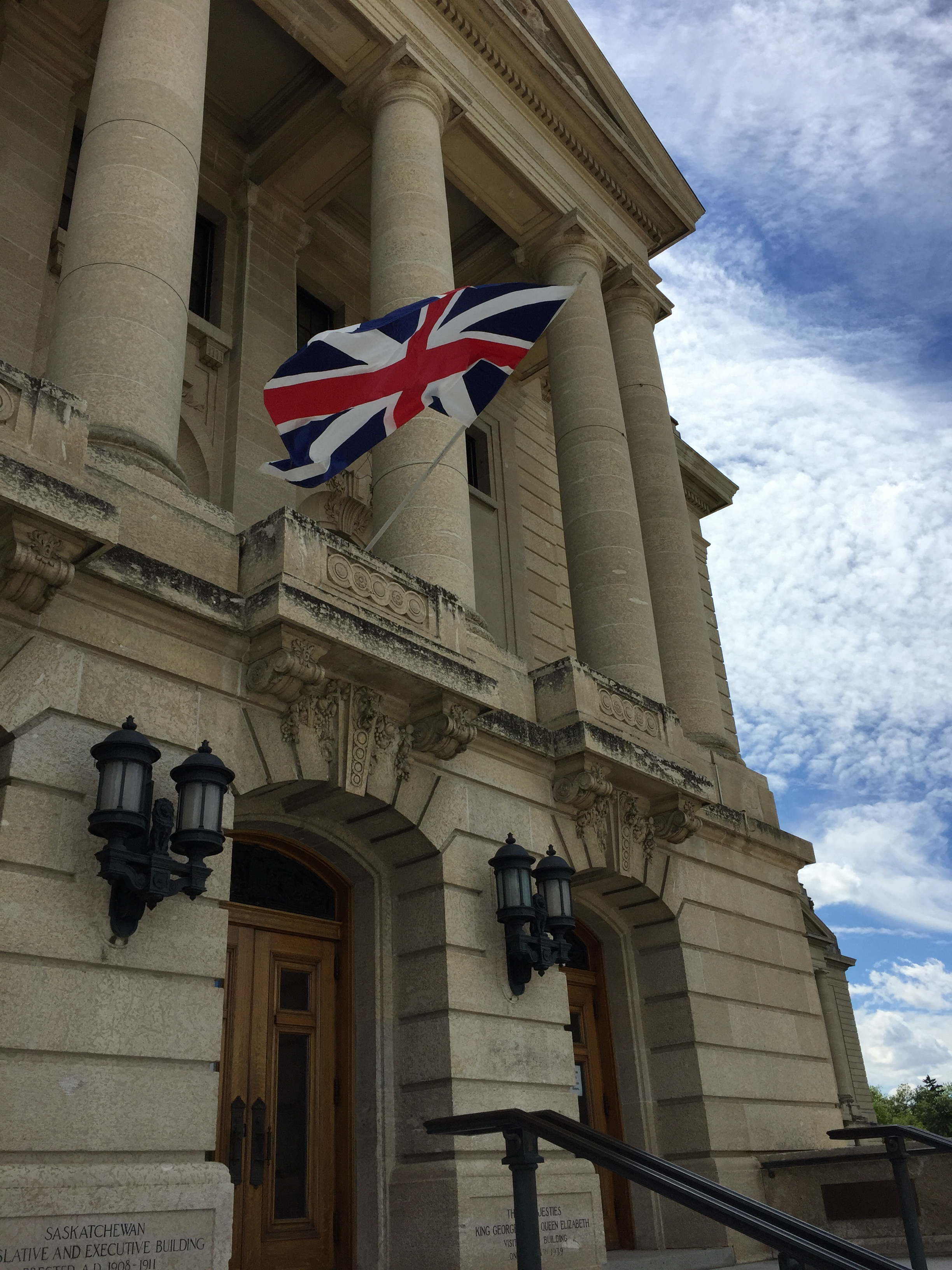
Прапор лоялістів майорить на будівлі законодавчого органу Саскачевану в День UEL

У 1997 році Законодавчі збори Онтаріо прийняли законопроєкт про оголошення 19 червня «Днем лоялістів Об'єднаної імперії» в Онтаріо. День лоялістів Об'єднаної імперії також відзначається в цей же день у Саскачевані, 18 травня в Нью-Брансвіку та 22 липня в Британській Колумбії.

## Пам'ять та історіографія
Лоялісти звернули увагу на свою історію, створивши ідеалізований образ себе, яким вони дуже пишалися. У 1898 році Генрі Койн надав яскраве зображення:
Лоялісти, до певної міри, становили вершки населення Тринадцятьох Колоній. Вони значною мірою представляли собою освіту, аристократію, високородність, багатство і чесне громадянство бритьанської раси в Америці, а також і відданість праву і порядку, британській системі інституцій і єдності Імперії. Це був фермент, який вони принесли до Канади, і він донині ферментує весь Домініон. 
The Loyalists, to a considerable extent, were the very cream of the population of the Thirteen Colonies. They represented in very large measure the learning, the piety, the gentle birth, the wealth and good citizenship of the British race in America, as well its devotion to law and order, British institutions, and the unity of the Empire. This was the leaven they brought to Canada, which has leavened the entire Dominion of this day.
За словами канадських істориків Маргарет Конрад і Елвіна Фінкеля, меморіал Койну включає основні теми, які часто включаються в патріотичні святкування. Лоялістська традиція, як пояснюють Мюррей Барклі та Норман Ноулз, включає:
Елітарне походження втікачів, їхня лояльність до Британської Корони, їхні страждання і жертви перед лицем ворожих умов, їхній постійний антиамериканізм і їхнє чудесне відчуття своєїмісії
The elite origins of the refugees, their loyalty to the British Crown, their suffering and sacrifice in the face of hostile conditions, their consistent anti-Americanism, and their divinely inspired sense of mission.

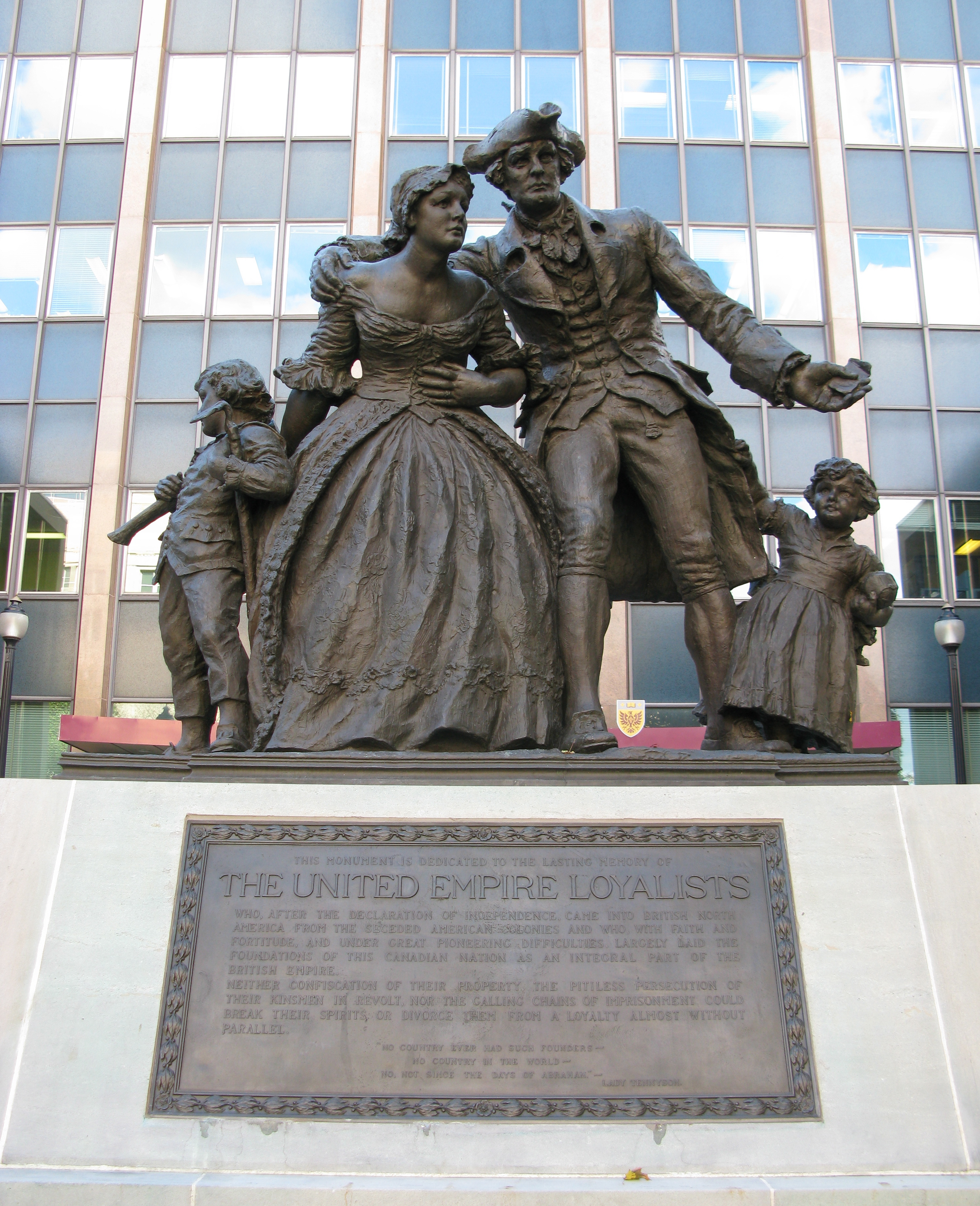
Пам'ятник лоялістам Об'єднаної імперії в Сіднеї в Гамільтоні, Онтаріо.

Конрад і Фінкель вказують на деякі перебільшення: лише невеликий відсоток лоялістів становив колоніальну еліту. Насправді лоялісти походили з усіх прошарків колоніального суспільства, і мало хто зазнав насильства та страждань. Близько 20 відсотків пізніше повернуться до Сполучених Штатів. Більшість були лояльними до всього, що було британським, але інші лоялісти підтримували Сполучені Штати у війні 1812 року. Конрад і Фінкель роблять висновок:
Уживаючи їхньої історії для усправедливлення вищості, нащадки лоялістів натягують правду і тим самим скоріше навіть принижують свій статус в очах своїх не-лоялістських сусідів... Дослідники, які ставлять під сумнів те, що лоялісти зародили сім'я канадського лібералізму або консерватизму в Британській північній Америці зазвичай оминають увагою не лише ширший контекст політичної дискусії, яка переважала в усьому північноатлантичному світі, але й політичні цінності, принесені до Британської Північної Америки іншими іммігрантами у другій половині 18 ст.
[I]n using their history to justify claims to superiority, descendants of the Loyalists abuse the truth and actually diminish their status in the eyes of their non-Loyalists neighbours ... The scholars who argue that the Loyalists planted the seeds of Canadian liberalism or conservatism in British North America usually fail to take into account not only the larger context of political discussion that prevailed throughout the North Atlantic world, but also the political values brought to British North America by other immigrants in the second half of the 18th century.
З 1870-х років багато їхніх нащадків повернулися до Сполучених Штатів у пошуках дешевшої землі. Тільки в штатах Нової Англії більше 10% населення можуть простежити своє коріння до морських провінцій. Ще два мільйони з 14 мільйонів жителів, або приблизно 15%, частково або повністю мають франко-канадське походження.

## Асоціація лоялістів Об'єднаної імперії
Канадська асоціація лоялістів Об'єднаної імперії (UELAC) — це організація нащадків лоялістів та інших осіб, які цікавляться історією Канади, зокрема роллю лоялістів Об'єднаної імперії. Організація була зареєстрована 27 травня 1914 року Законодавчою асамблеєю Онтаріо. У 1972 році організація отримала герб від Геральдичної палати через лист-патент від 28 березня 1972 року.

## Символи
17 квітня 1707 року королева Анна видала прокламацію про використання прапора Союзу «на морі та суші». Прапор Союзу почав з'являтися на фортах і як полкові кольори з цього моменту, і під час Американської революції цей прапор використовувався. Коли вірні Короні залишили Сполучені Штати і рушили до Британської Північної Америки, вони взяли цей прапор із собою, і через цей історичний зв'язок він продовжує залишатися офіційним прапором UELAC.
У канадській геральдиці нащадки лоялістів мають право використовувати корону лоялістів у своєму гербі.

## Список поселень лоялістів у Канаді
Назви 18-го століття подіані першими, поруч із їхніми сучасними еквівалентами.
- Адольфустаун, Онтаріо
- Антіґоніш, Нова Шотландія
- Бімсвілл, Онтаріо
- Бокабек, Нью-Брансвік
- Меєрс-Крік → Беллвілл, Онтаріо
- Б'юелс-Бей → Броквілл, Онтаріо
- Батлерсбері → Ньюарк → Ніагара-он-да-Лейк, Онтаріо
- Катаракві → Кінґстон, Онтаріо
- Кліфтон → Ніагара-Фоллс, Онтаріо
- Кантрі-Гарбор, Нова Шотландія
- Кобурґ, Онтаріо
- Колчестер → тепер район у межах Ессекса, Онтаріо
- Корнволл, Онтаріо
- Діґбі, Нова шотландія
- Доктаун, Нью-Брансвік
- Істерн-Тауншіпс, Квебек
- Еффінґем, Онтаріо
- Фредеріктон, Нью-Брансвік
- Ґрімсбі, Онтаріо
- Даґлас-Тауншіп → Кеннеткук, Нова Шотландія
- Лінкольн, Онтаріо
- Ернестаун  → Лояліст, Онтаріо
- Мачіче → Ямачіче, Квебек
- Меррітсвілл → Велланд, Онтаріо
- Міллікен-Корнерс Міллікен, Онтаріо
- Ґравеллі-Бей → Порт-Колборн, Онтаріо
- Порт-Розвей → Шелберн, Нова Шотландія
- Прескотт, Онтаріо
- Принс-Едвард (графство, Онтаріо)
- Ровдон, Нова Шотландія
- Сент-Джон, Нью-Брансвік
- Шіт-Гарбор, Нова Шотландія
- Шелберн, Нова Шотландія
- Сікс-Нейшенз і Брантфорд, Онтаріо
- Смітвілл, Онтаріо
- Сент-Ендрюс-бай-де-Сі → Сент-Ендрюс, Нью-Брансвік
- Сент-Еннз-Пойнт → Фредеріктон, Нью-Брансвік
- Саммервілл, Нова Шотландія
- Да Твелф → Шіпменс-Корнерс → Сент-Катарінс, Онтаріо
- Туркі-Пойнт → Норфолк, Онтаріо
- Сандвіч → Віндзор, Онтаріо
- Оделл-Таун, Квебек
- Вейнфліт, Онтаріо[26]
- Ремшеґ → Воллас, Нова Шотландія
- Вестчестер, Нова Шотландія
- Йорк → Торонто, Онтаріо

## Подальше читання
- - Acheson, T.W. "A Study in the Historical Demography of a Loyalist County", Social History, 1 (April 1968), pp. 53–65.
  - Compeau, Timothy J. "Dishonoured Americans: Loyalist Manhood and Political Death in Revolutionary America." (PhD Diss. The University of Western Ontario, 2015); online.
  - Jasanoff, Maya. Liberty's Exiles: American Loyalists in the Revolutionary World. (Knopf, 2011) Ranlet (2014) [below] argues her estimate of the number of Loyalists is too high.
  - Jodon, Michael. Shadow Soldiers of the American Revolution; 2009, ISBN 978-1-59629-726-5. The History Press, Charleston SC.
  - MacKinnon, Neil. "Nova Scotia Loyalists, 1783–1785", Social History 4 (November 1969), pp. 17–48
  - Moore, Christopher. The Loyalists: Revolution, Exile, Settlement; 1984, ISBN 0-7710-6093-9.
  - Norton, Mary Beth. "The fate of some black loyalists of the American revolution." Journal of Negro History 58#4 (1973): 402–426. in JSTOR
  - Richard, Chantal; Brown, Anne; Conrad, Margaret та ін. (2013). Markers of Collective Identity in Loyalist and Acadian Speeches of the 1880s: A Comparative Analysis. Journal of New Brunswick Studies/Revue d'études sur le Nouveau-Brunswick. 4: 13—30.
  - Walker, James W. St G. The Black Loyalists: The Search for a Promised Land in Nova Scotia and Sierra Leone, 1783–1870 (U of Toronto Press, 1992).
  - Wallace, W. Stewart. The United Empire Loyalists: A Chronicle of the Great Migration; Volume 13 of the "Chronicles of Canada (32 volumes) Toronto, 1914.
  - Whitehead, Ruth Holmes. Black Loyalists: Southern Settlers of Nova Scotia's First Free Black Communities (Halifax: Nimbus Publishing, 2013).
  - Wright, Esther Clark. The Loyalists of New Brunswick (Fredericton: 1955).

### Історіографія
- - Barkley, Murray. "The Loyalist Tradition in New Brunswick: the Growth and Evolution of an Historical Myth, 1825–1914." Acadiensis 4#2 (1975): 3–45. online
  - Bell, David VJ. "The Loyalist Tradition in Canada." Journal of Canadian Studies 5#2 (1970): 22+
  - Knowles, Norman James. Inventing the Loyalists: The Ontario Loyalist Tradition and the Creation of Usable Pasts (University of Toronto Press, 1997).
  - Ranlet, Philip. "How Many American Loyalists Left the United States?." Historian 76.2 (2014): 278–307.
  - Upton, L.F.S. ed. The United Empire Loyalists: Men and Myths (The Copp Publishing Company, 1967), Excerpts from historians and from primary sources

### Першоджерела
- - Talman, James ed. Loyalist Narratives from Upper Canada. Toronto: Champlain Society, 1946.
  - "Letter, Benjamin Franklin to Baron Francis Maseres, June 26, 1785"
  - Gray, Rev. J. W. D. A Sermon, Preached at Trinity Church, in the parish of St. John, N. B., on 8 December 1857, by the Rev. J. W. D. Gray, D.D., and Designed to Recommend the Principles of the Loyalists of 1783. Saint John, New Brunswick: J. & A. McMillan, Printers, 1857. 15 pp. Internet Archive pdf; title incorrectly gives the year as 1847.
  - Gray, Rev. J. W. D. A Sermon, Preached at Trinity Church, in the parish of St. John, N. B., on 8 December 1857, by the Rev. J. W. D. Gray, D.D., and Designed to Recommend the Principles of the Loyalists of 1783. Saint John, New Brunswick: J. & A. McMillan, Printers, 1857. 15 pp. Internet Archive pdf; title incorrectly gives the year as 1847.